# Requiemhaaien
Requiemhaaien (Carcharhinidae), ook wel menshaaien of roofhaaien genoemd, is een familie van grondhaaien (Carcharhiniformes) die bestaat uit 11 geslachten en 59 soorten. De term requiemhaai is vermoedelijk afgeleid van het Franse requin (haai). Zij komen voor in tropische en gematigde zeeën. 

## Herkenning en gedrag
Alle leden van deze familie hebben dezelfde cacharhiniforme kenmerken: ronde ogen en de borstvinnen geheel achter de vijf kieuwspleten gelegen. De meeste soorten zijn levendbarend en kunnen een lengte van enkele meters bereiken.

Haaien uit deze groep, die vaak moeilijk als soort herkend worden, kunnen gevaarlijk zijn voor mensen. Als groep staan ze nummer vier op de lijst van het ISAF, met 39 niet uitgelokte aanvallen op mensen (tussen 1580 en 2008!), waarvan er zeven dodelijk.

## Geslachten
De familie van requiemhaaien is als volgt onderverdeeld:
- Carcharhinus Blainville, 1816
- Glyphis Agassiz, 1843[3]
- Isogomphodon Gill, 1862[4]
- Lamiopsis Gill, 1862[4]
- Loxodon Müller & Henle, 1838[5]
- Nasolamia Compagno & Garrick, 1983[6]
- Negaprion Whitley, 1940[7]
- Prionace Cantor, 1849[8]
- Rhizoprionodon Whitley, 1929[9]
- Scoliodon Müller & Henle, 1837[10]
- Triaenodon Müller & Henle, 1837[10]

Atelomycteridae · Dichichthyidae · Gladde haaien (Triakidae) · Hamerhaaien (Sphyrnidae) · Kathaaien (Scyliorhinidae) · Pentanchidae · Requiemhaaien (Carcharhinidae) · Rugvinkathaaien (Proscylliidae) · Tijgerhaaien (Galeocerdonidae) · Valse kathaaien (Pseudotriakidae) · Voeldraadhondshaaien (Leptochariidae) · Wezelhaaien (Hemigaleidae)